# Gora Dvuglavaja (1)
Gora Dvuglavaja är ett berg i Antarktis. Det ligger i Östantarktis. Australien gör anspråk på området. Toppen på Gora Dvuglavaja är 1 269 meter över havet.
Terrängen runt Gora Dvuglavaja är platt åt sydväst, men åt nordost är den kuperad. Trakten är obefolkad. Det finns inga samhällen i närheten.